# Neuhausen (Adelsgeschlecht)

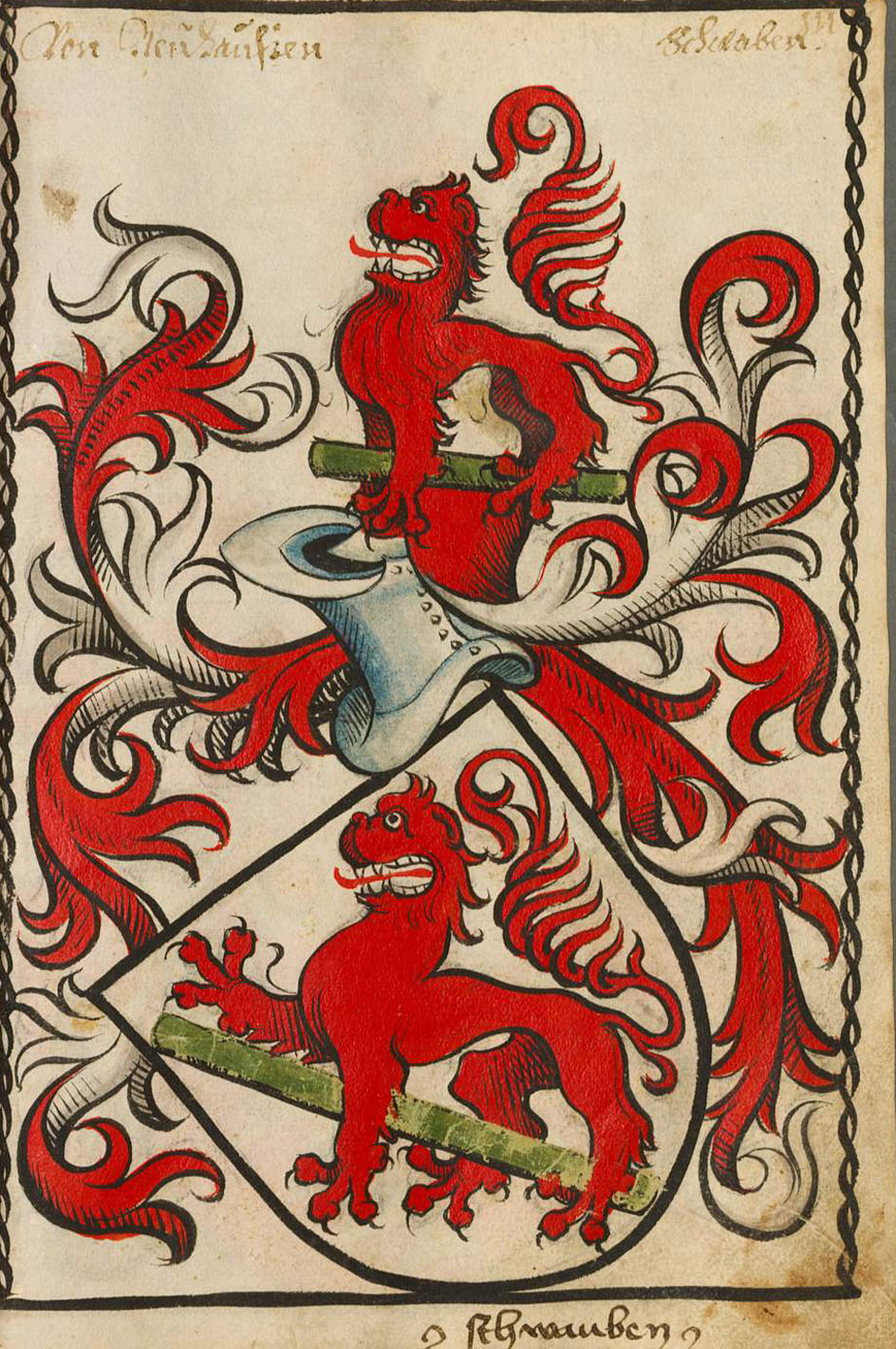
Wappen der Familie von Neuhausen nach Scheibler

Die Herren von Neuhausen waren ein altes schwäbisches Adelsgeschlecht aus Neuhausen auf den Fildern. Sie waren Angehörige der schwäbischen Reichsritterschaft, mit ihren verschiedenen Gütern waren sie in den Ritterkantonen Kocher, Neckar-Schwarzwald und Donau immatrikuliert. Trotz der ab 1534 im umliegenden Württemberg durchgeführten Reformation entschieden die Herren von Neuhausen auf ihrem Besitz den alten Glauben beizubehalten, so dass die von ihnen beherrschten Orte sich zu römisch-katholischen Enklaven innerhalb protestantischen Gebiets entwickelten. Das Geschlecht ist Mitte des 18. Jahrhunderts erloschen.

## Geschichte
Die erste Erwähnung des Geschlechts fand mit Berthold von Neuhausen statt, der in einer auf das Jahr 1153 datierten Urkunde von König Friedrich I. als Ministeriale erwähnt wird. Von dem bereits 948 genannten Wenzel von Neuhausen wird bezweifelt, dass es sich dabei um einen Vorfahren der Herren von Neuhausen handelt.
Zur Mitte des 14. Jahrhunderts war Neuhausen zwischen den Brüdern Reinhard und Werner von Neuhausen aufgeteilt, die es als Lehen der Grafen von Hohenberg hielten. Die Lehenshoheit in Neuhausen ging 1387 von den Grafen von Hohenberg auf Österreich über, die es von da an ständig erneuerten.

### Wernersche Linie (Neuhausen)

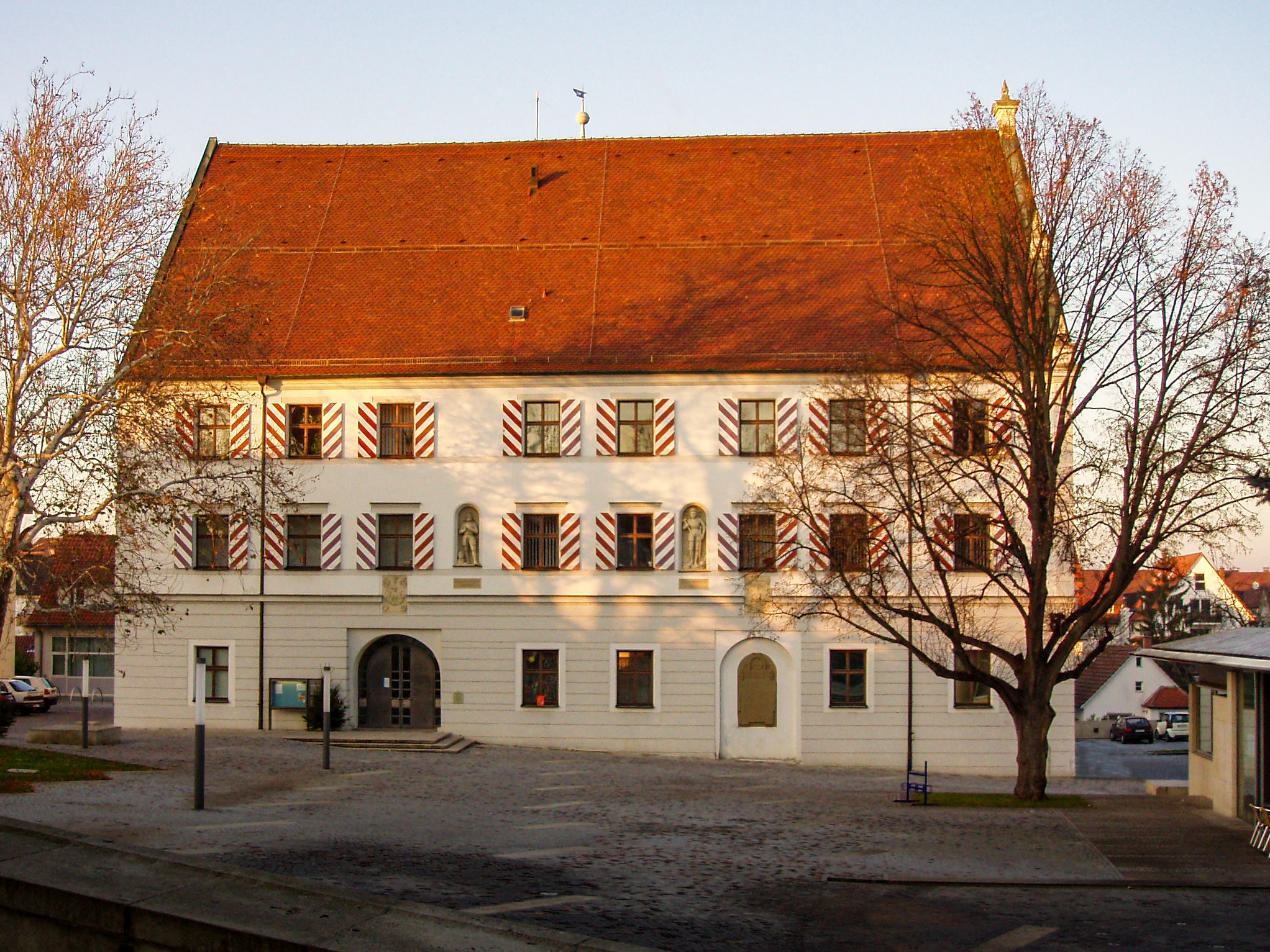
Unteres Schloss Neuhausen auf den Fildern, ehemaliger Sitz der Wernerschen Linie, heute Rathaus

Die auf Werner V. von Neuhausen zurückgehende Wernersche Linie saß bis zu ihrem Aussterben in Neuhausen. Wohnsitz war zuletzt das heute als Rathaus genutzte zwischen 1561 und 1570 erbaute Untere Schloss. Im Jahr 1385 wurde die von Werners Bruder Reinhard an Württemberg vertauschte Hälfte von Neuhausen von den Grafen von Hohenberg  als heimgefallenes Lehen angesehen und den Herren von Neuhausen aus der Linie Werners verkauft, so dass diese Linie kurze Zeit ganz Neuhausen besaß.
Hans, ein Enkel Werner V. starb ohne Erben, weshalb sein Anteil an Neuhausen vorübergehend an die mit ihm verschwägerten Herren von Kaltental kam.
Von 1550 bis 1614/19 war die Wernersche Linie neben Neuhausen auch im Besitz von Alfdorf, das schließlich an Friedrich von Württemberg verkauft wurde. Mit diesem Besitz waren sie Mitglied im Ritterkanton Kocher der schwäbischen Reichsritterschaft. Durch Neuhausen selbst waren sie zudem Mitglied im Kanton Neckar-Schwarzwald. Die Linie erlosch mit dem hoch verschuldeten Wilhelm Philipp von Neuhausen im Jahr 1699. Ihr Anteil an Neuhausen samt einem Teil der Schulden ging nach längeren Verhandlungen mit der österreichischen Hofkammer im Jahr 1704 auf die verbliebene Ältere Reinhardsche Linie in Hofen über.

### Ältere Reinhardsche Linie (Hofen)

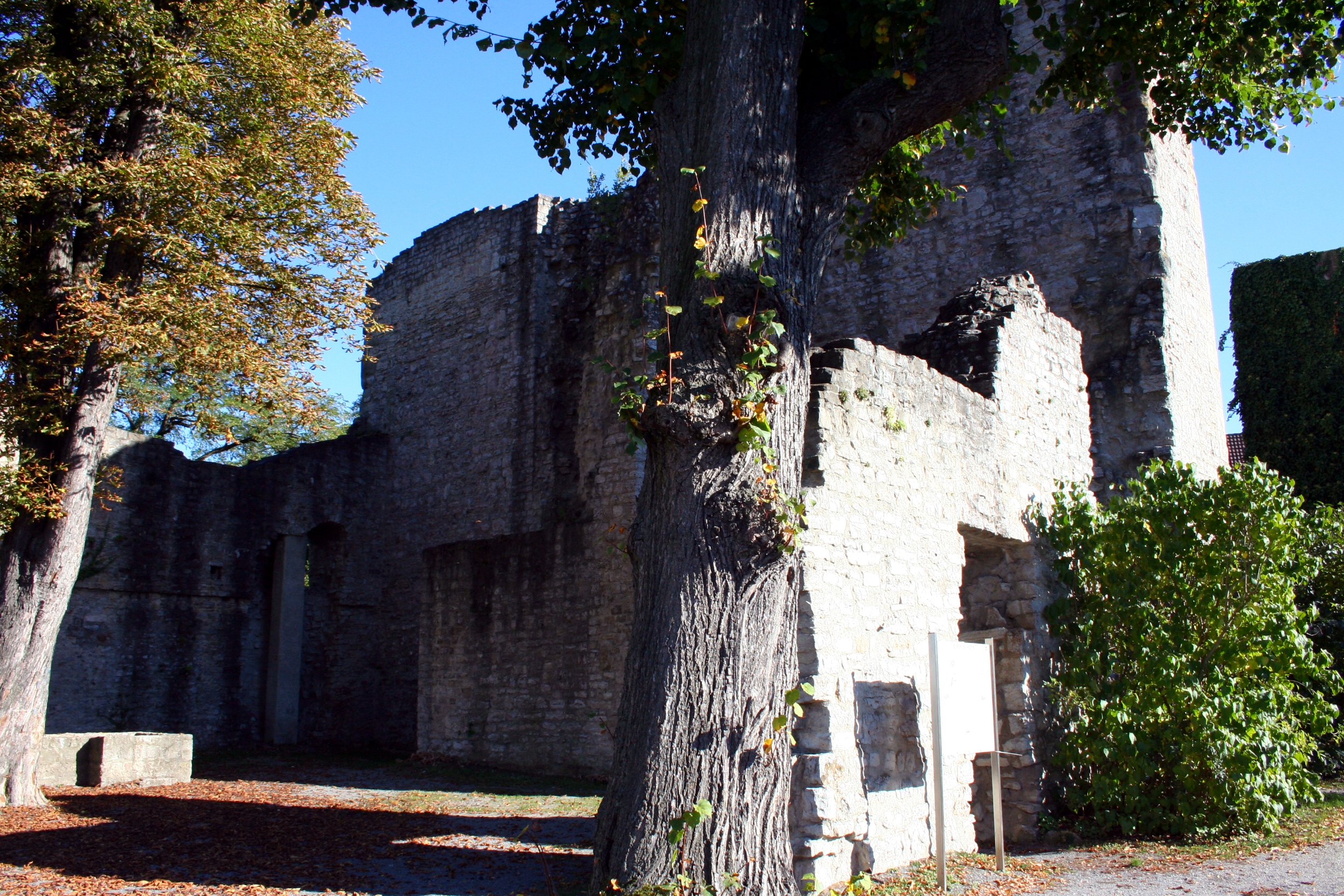
Ruine der Burg Hofen (von 1369 bis 1753 im Besitz der älteren Reinhardschen Linie)

Reinhard I. von Neuhausen vertauschte im Jahr 1369 seine Hälfte von Neuhausen an Graf Eberhard von Württemberg und erhielt im Gegenzug Hofen, Mühlhausen und Oeffingen. Die Grafen von Hohenberg als Lehensherren von Neuhausen erklärten den Tausch zwar für nichtig, dennoch blieben die von Neuhausen aus der Linie Reinhards im Besitz der genannten Orte. Ungeklärt ist ob und wie lange Württemberg seinen Teil von Neuhausen wirklich innehatte oder ob es anderweitig entschädigt wurde. 1385 wurde die Reinhardsche Hälfte von Neuhausen von den Grafen von Hohenberg jedenfalls als heimgefallenes Lehen angesehen und den Herren von Neuhausen aus der Linie Werners vorbehaltlich der Lehenshoheit verkauft.
1461 verkaufte Reinhard von Neuhausen seinen Anteil an Mühlhausen an die mit der Wernerschen Linie verschwägerten Herren von Kaltental aus dem benachbarten Aldingen. 1509 wurde diesen auch der restliche Besitz in Mühlhausen vollständig verkauft.
1618 verkauften sie schließlich auch Oeffingen aus finanziellen Gründen an das Domkapitel Augsburg, so dass von den drei ursprünglichen Ortsherrschaften der älteren Reinhardschen Linie nur noch Hofen übrig war.
1704 erbte Karl Joseph von Neuhausen den Anteil der Wernerschen Linie an Neuhausen inklusive deren hoher Schulden. Sein Sohn Josef Athanasius von Neuhausen hinterließ bei seinem Tod 1754 nur Söhne aus einer unebenbürtigen Ehe. Bereits 1746 hatte er seinen Anteil an Neuhausen an Karl Alexander von Rotenhan verkauft. Da es ihm nicht gelang, die geerbte Schuldenlast zu reduzieren verkaufte er im Jahr 1753 zudem Hofen an Herzog Carl Eugen von Württemberg.

### Nebenlinien der älteren Reinhardschen Linie

#### Linie zu Großengstingen
Eine auf Wolf III. von Neuhausen zurückgehende Seitenlinie der Reinhardschen Linie saß von 1439 bis zu ihrem Aussterben 1635 in Großengstingen. Ab 1541 hatte diese Linie für kurze Zeit auch Besitz von Burg Lichtenstein.

#### Linie zu Weißenstein
1512 spaltete sich eine Seitenlinie von der älteren Reinhardschen Linie mit Sitz auf der Burg Weißenstein (heute: Burgruine Rabeneck) ab. 1584 wurde der Besitz an die von Remchingen verkauft. Von 1604 bis 1648 saßen die letzten Vertreter dieser Seitenlinie auf dem durch Heirat erworbenen Schloss in Mittelbiberach.

#### Linie zu Vollmaringen
Seit 1540 war die Ältere Reinhardsche Linie auch im Besitz von Vollmaringen. Mit Marx Kaspar von Neuhausen zu Vollmaringen spaltete sich eine Seitenlinie zu Vollmaringen ab. Sie saß bis zum Tode des Kaspar Gottfried von Neuhausen 1635 auf  Schloss Vollmaringen. Kaspar Gottfrieds Tochter Kreszenzia und ihr Ehemann Otto von Ow verkauften den Besitz 1657 an Jakob Rudolff Streitt von Immendingen.

### Jüngere Reinhardsche Linie (Neuhausen)

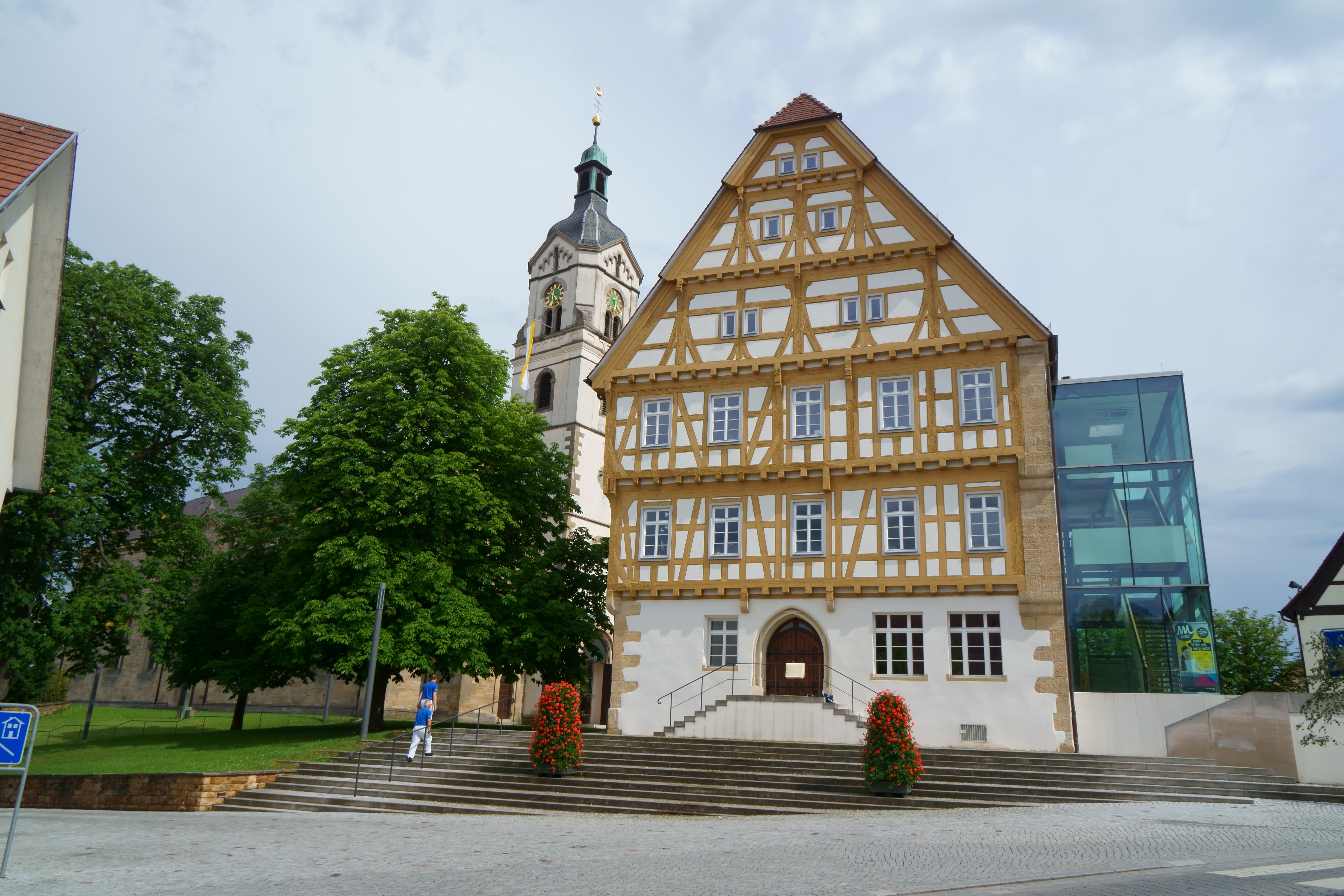
Oberes Schloss Neuhausen auf den Fildern, ehemaliger Sitz der jüngeren Reinhardschen Linie, heute Ortsbücherei

Reinhard II. von Neuhausen, ein Enkel von Reinhard I., kaufte den Herren von Kaltental 1465 deren Anteil an Neuhausen ab. 1518 erbaute  Hans IX. von Neuhausen hier das Obere Schloss, nachdem der alte Familiensitz für die beiden Linien in Neuhausen zu klein wurde. Das Obere Schloss diente der jüngeren Reinhardschen Linie bis zuletzt als Wohnsitz. Julius Rudolf von Neuhausen starb ohne männliche Erben im Jahr 1655. Sein Schwiegersohn Georg Wolf von Rotenhan, ein fürstlicher Bambergischer Rat erbte den Anteil der jüngeren Reinhardschen Linie an Neuhausen, das damit auf die Familie Rotenhan überging.

## Burgen und Schlösser, die im Besitz derer von Neuhausen waren
- Oberes Schloss Alfdorf
- Burg Freienstein (Stuttgart-Münster)
- Burg Hofen
- Schlösschen Hofen
- Oberes Schloss Neuhausen
- Unteres Schloss Neuhausen
- Burg Rabeneck
- Hinteres Schlössle Oberensingen
- Schlössle Oeffingen

Bilder
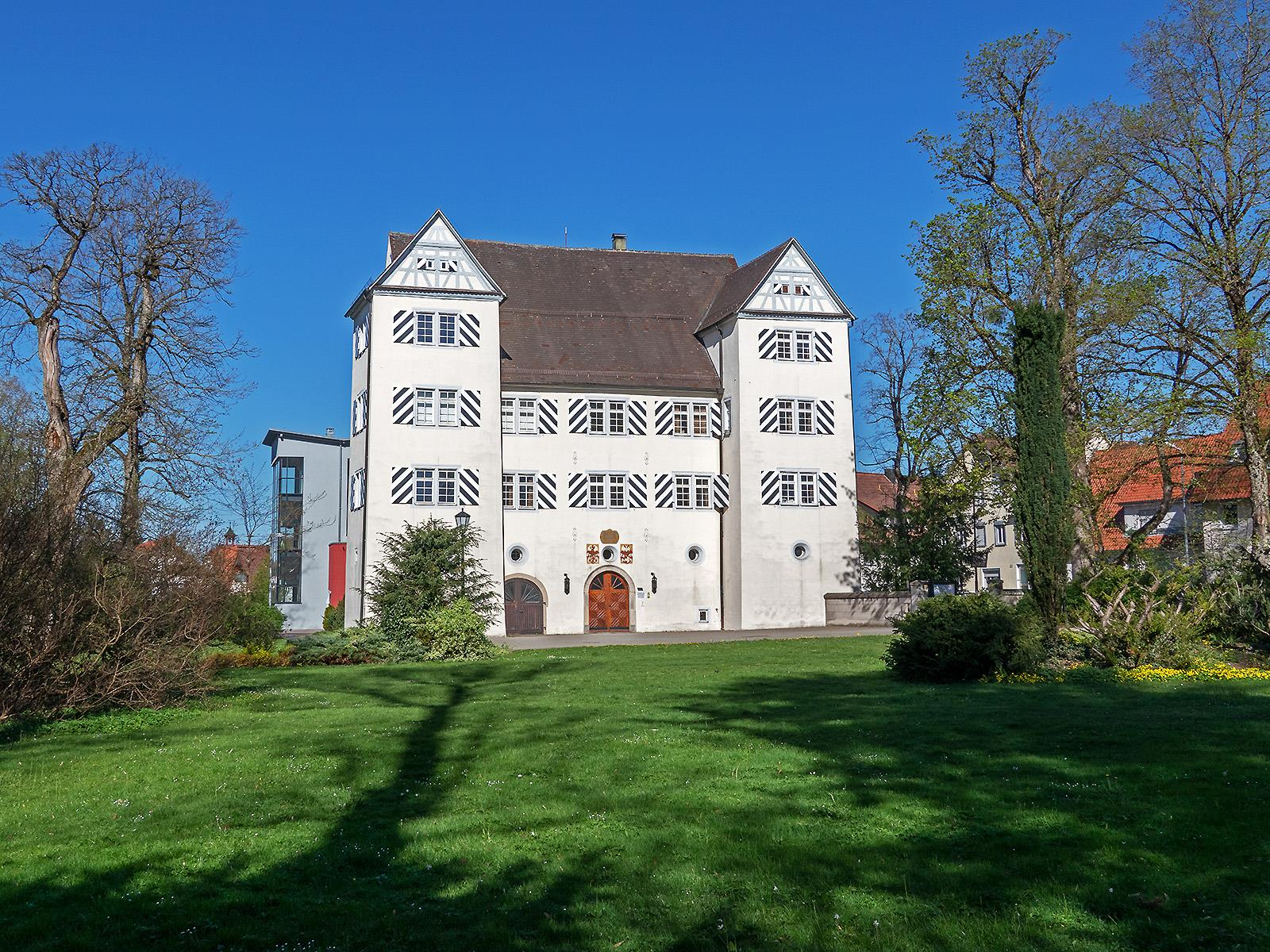
Oberes Schloss Allfdorf
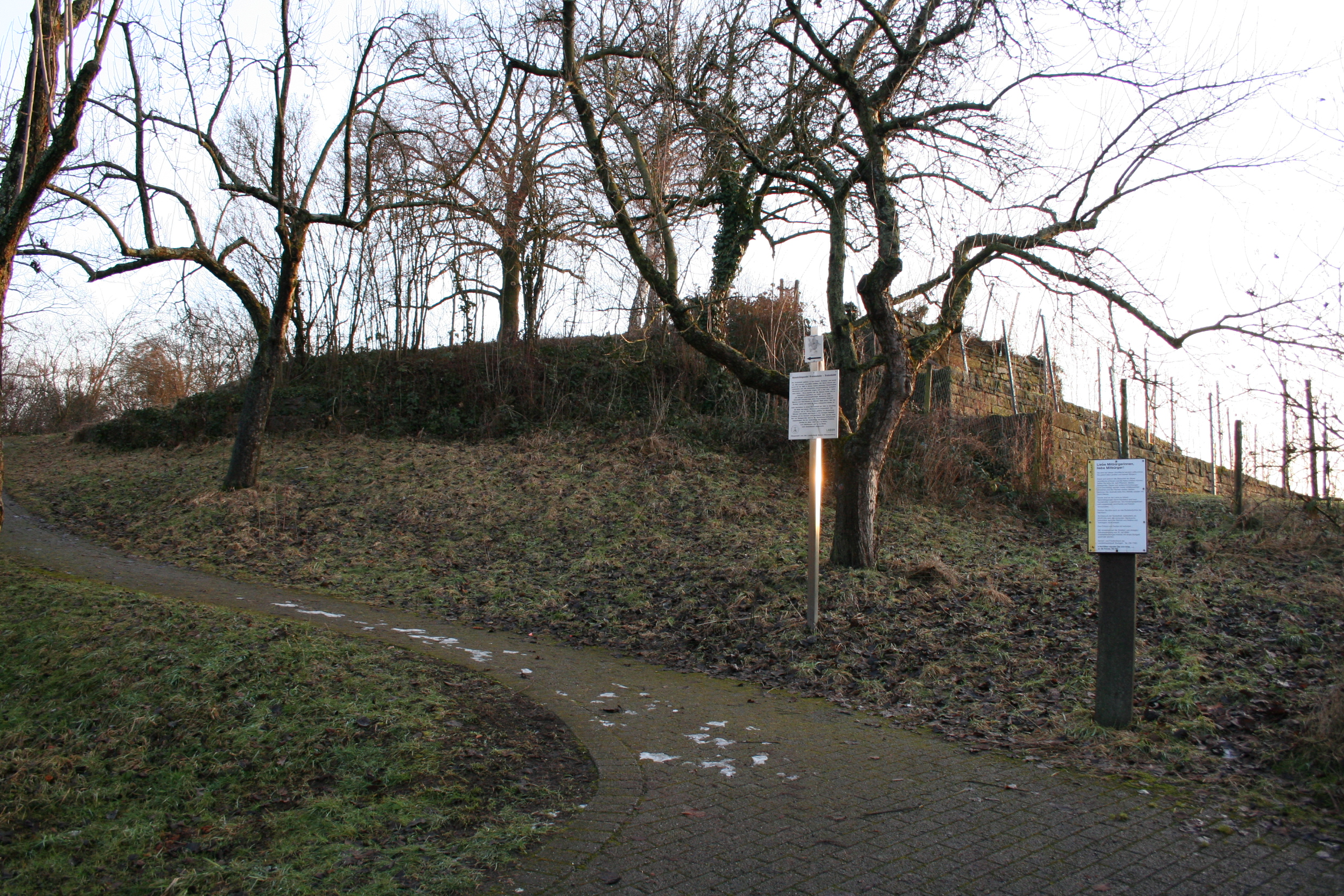
Burgstall Freienstein
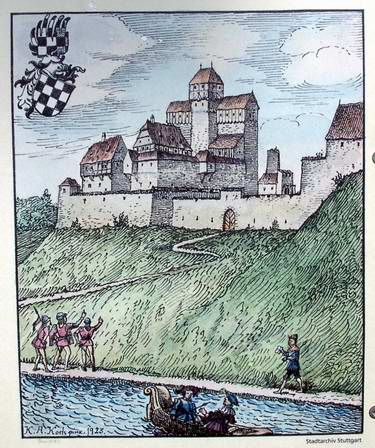
Burg Hofen
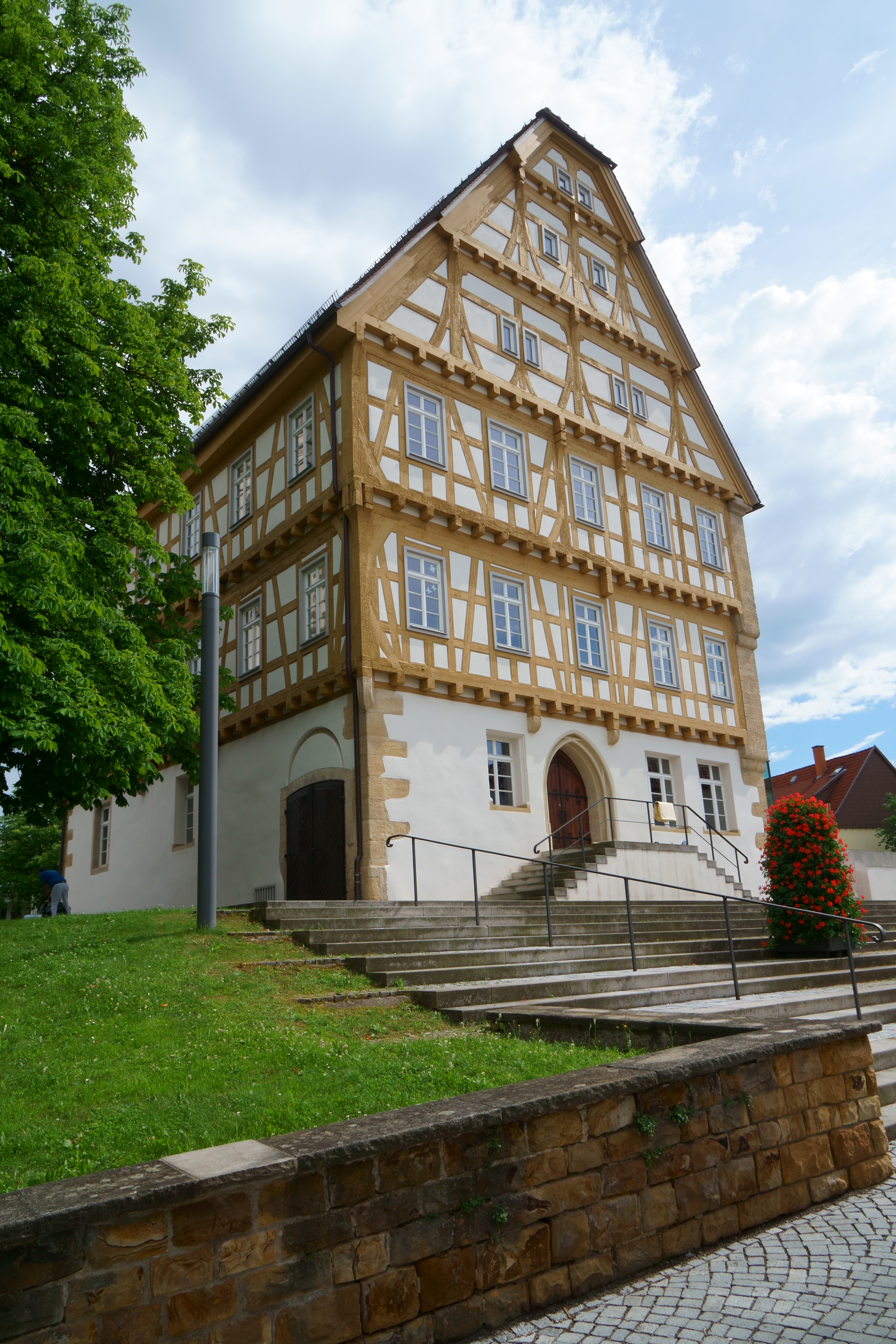
Oberes Schloss Neuhausen
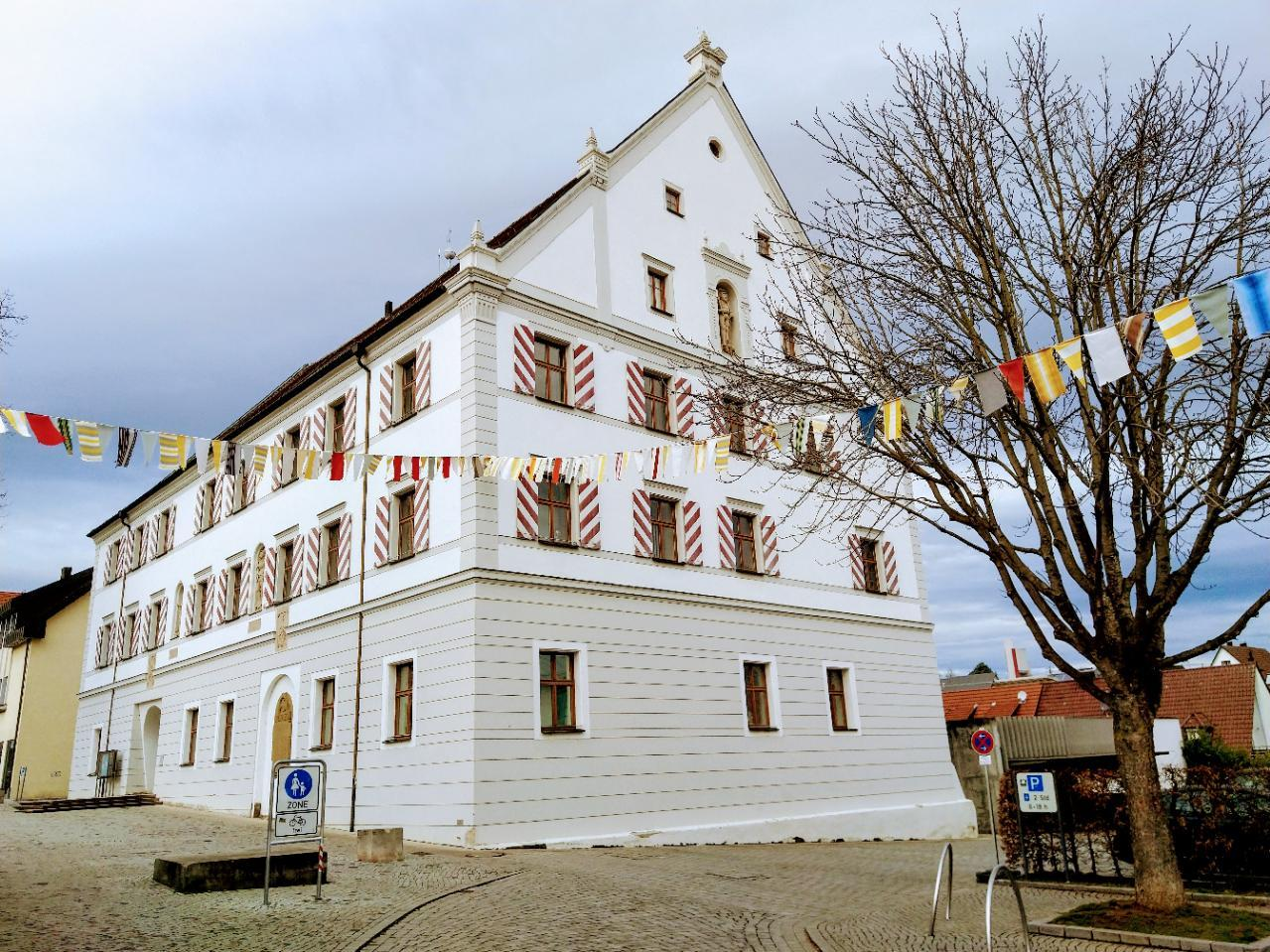
Unteres Schloss Neuhausen
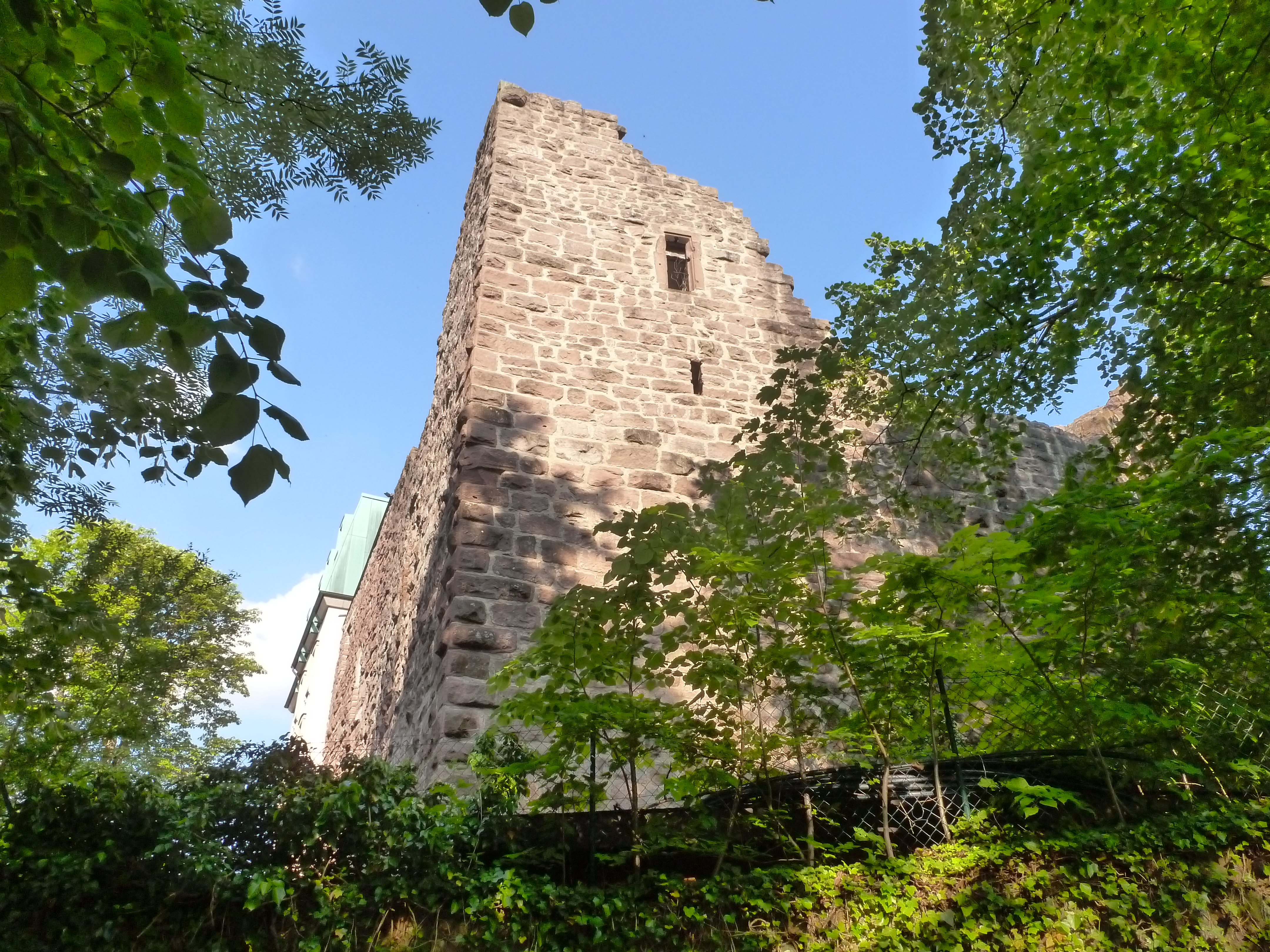
Burg Rabeneck
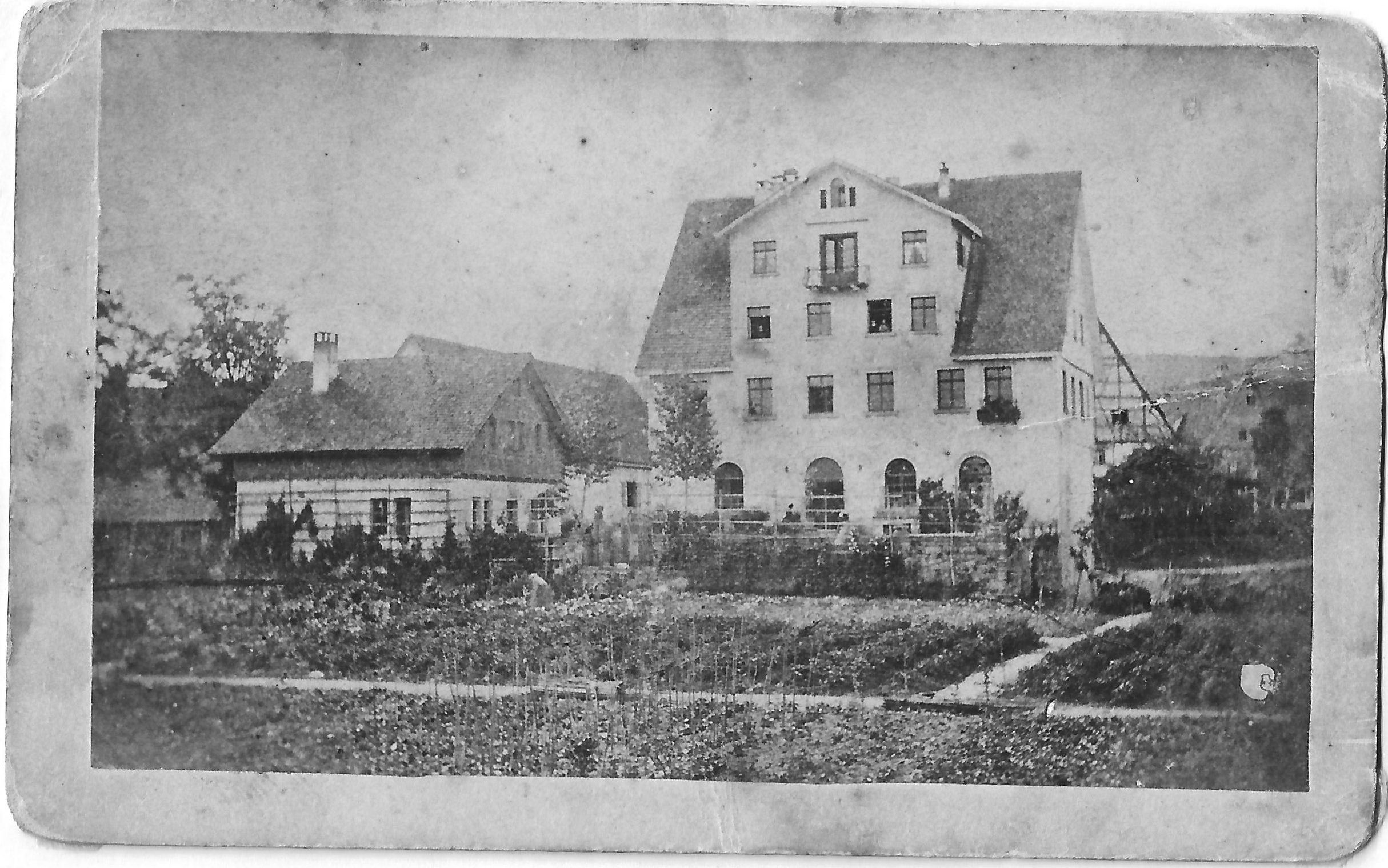
Hinteres Schlössle Oberensingen
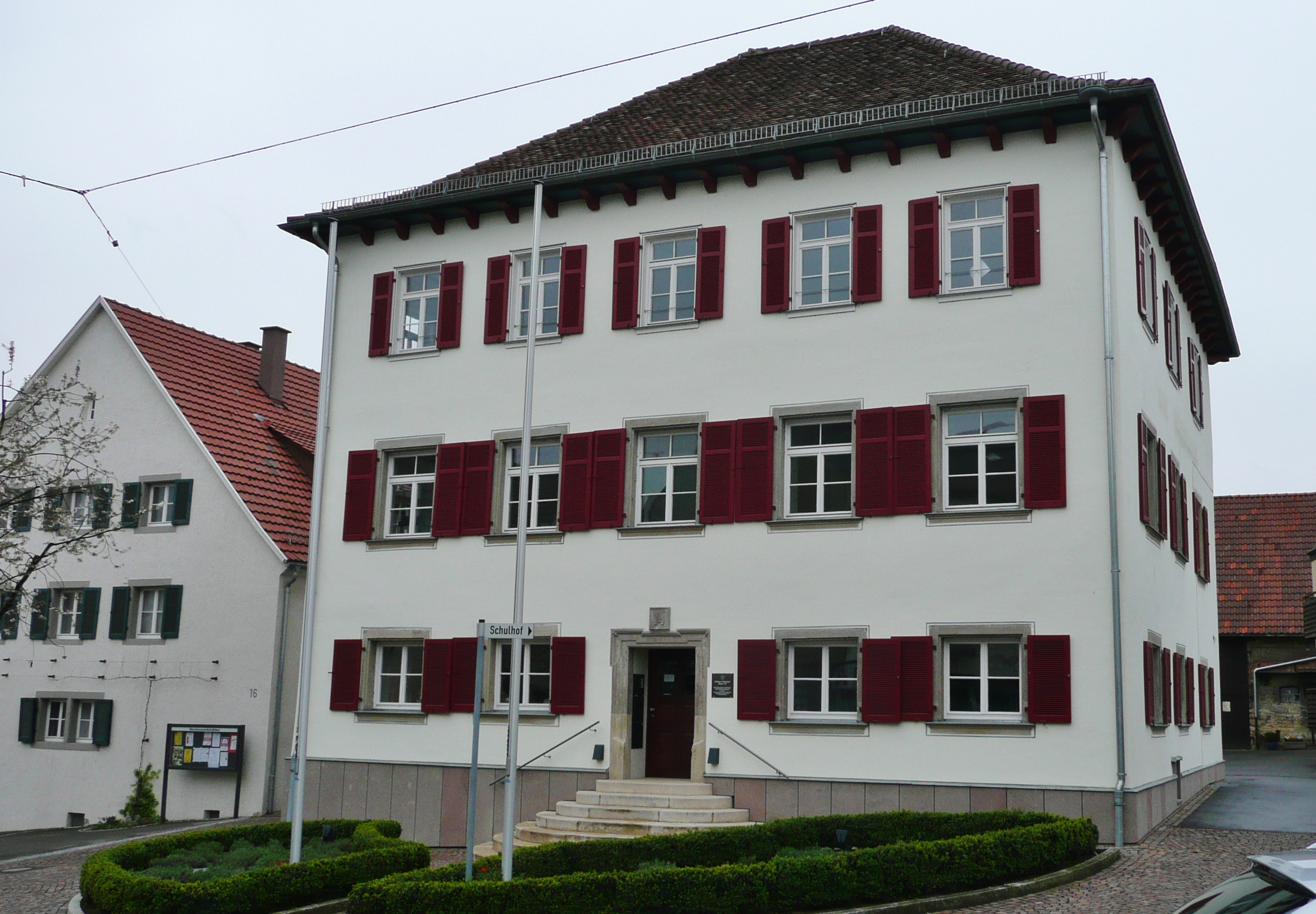
Schlössle Oeffingen

## Wappen

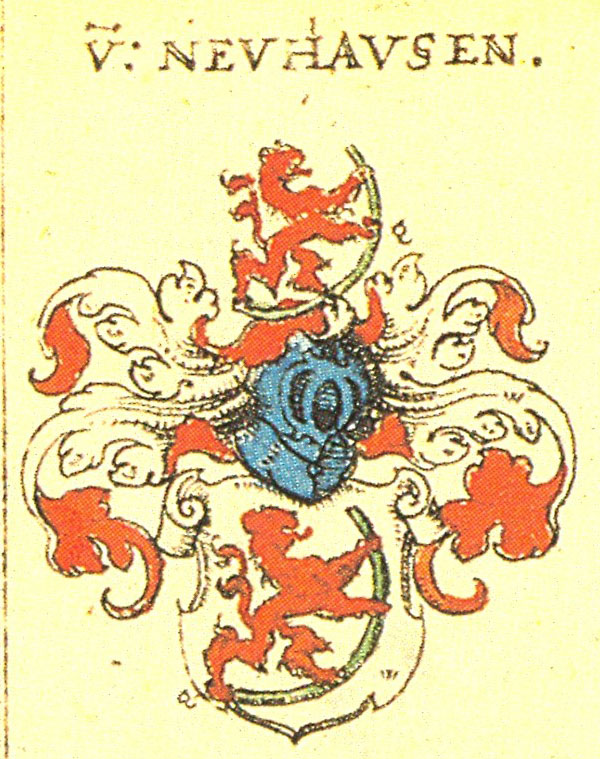
Wappen der Herren von Neuhausen bei Siebmacher

Wappen der Gemeinde Neuhausen auf den Fildern

Das Wappen der Herren von Neuhausen war ein roter, an einem grünen ästigen Baumstamm hinansteigender Löwe. Die Gemeinde Neuhausen auf den Fildern  hat dieses Wappen auch als Gemeindewappen übernommen.